# Taktisches Aus- und Weiterbildungszentrum Flugabwehrraketen USA

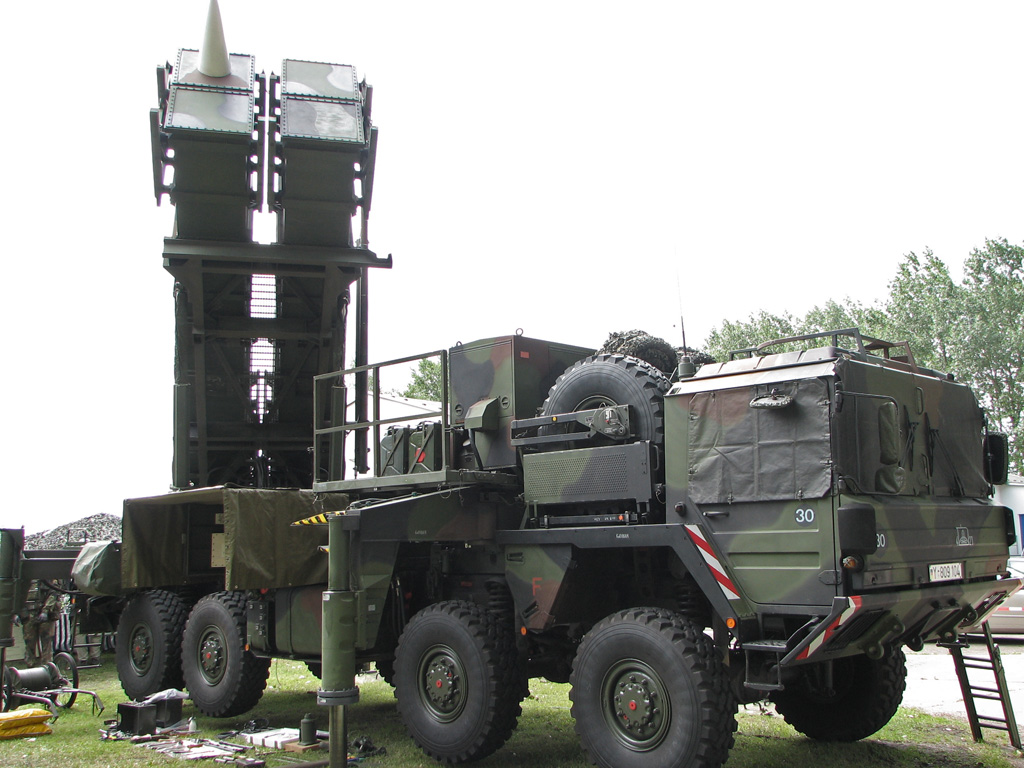
Patriot-Startgerät der deutschen Luftwaffe.

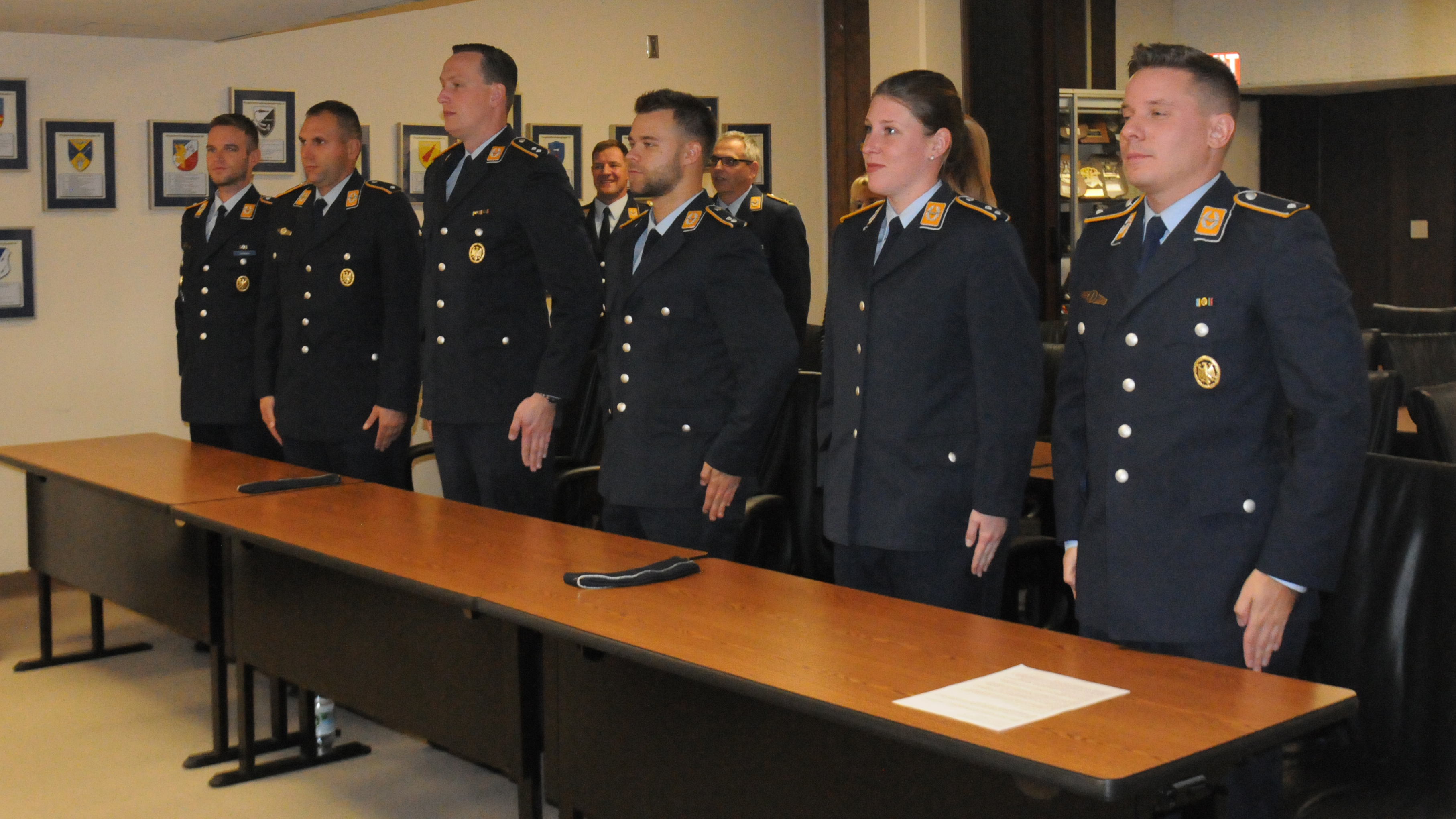
Offizierslehrgangsteilnehmer in Fort Bliss 2015

Das Taktische Aus- und Weiterbildungszentrum Flugabwehrraketen der Luftwaffe USA (TaktAusbWbZ Lw USA; TAWZ FlaRakLw USA; englisch: German Air Force Air Defense Center) war eine Ausbildungseinrichtung der Bundeswehr in Fort Bliss in El Paso (Texas/Vereinigte Staaten).

## Geschichte
Bereits seit 1956 wurden deutsche Soldaten an Flugabwehrraketensystemen bei der US Anti-Aircraft Artillery and Guided Missile School (später: US Army Air Defense School) der United States Army geschult. Das Taktische Aus- und Weiterbildungszentrum Flugabwehrraketen der Luftwaffe USA wurde am 1. Oktober 1964 als Raketenschule der Luftwaffe (RakSLw) in der Lützow-Kaserne in Aachen aufgestellt. 1996 erfolgte die Verlegung in die Vereinigten Staaten nach Fort Bliss und die Umbenennung in Raketenschule der Luftwaffe USA (RakSLw USA). Seit dem 1. April 2005 trägt die Ausbildungseinrichtung ihren heutigen Namen.
Die Ausbildung erfolgte an den FlaRak-Systemen Nike (Nike Ajax und Nike Hercules), Hawk und Patriot. Mittlerweile wird nur noch auf dem Waffensystem Patriot ausgebildet.
Am 20. August 2009 übernahm der damalige Oberst Volker Samanns das Kommando über das Aus- und Weiterbildungszentrum von seinem Vorgänger Oberst Uwe Hänel.
Am 16. Februar 2012 hat Bundesverteidigungsminister Thomas de Maizière bekannt gegeben, dass die Ausbildung am Patriot-Raketenabwehrsystem ins schleswig-holsteinische Husum in das dortige Ausbildungszentrum Flugabwehrraketen beim Flugabwehrraketengeschwader 1 umziehen soll. Scharfe Raketentests werden künftig auf der griechischen Insel Kreta stattfinden.
Im Rahmen der Neuausrichtung der Bundeswehr wurde am Standort Fort Sill, USA, am Fires Center of Excellence (FCoE) der U.S. Army ein Deutsches FlaRak-Element Fort Sill aufgestellt und dem Flugabwehrraketengeschwader 1 unterstellt. Anteile Weiterentwicklung und Ausbildung des TaktAusbWbZ FlaRakLw USA verlegten von Fort Bliss nach Fort Sill. Die noch verbleibenden Ausbildungsanteile TaktAusbWbZ FlaRakLw USA wurden ab 1. April 2013 dem Flugabwehrraketengeschwader 1 unterstellt und verlegen in Abhängigkeit von infrastrukturellen Voraussetzungen an den Fliegerhorst Husum. Dort werden sie in das Ausbildungszentrum FlaRak (AusbZFlaRak) integriert. Das TaktAusbWbZ FlaRakLw USA wird dann aufgelöst.
Das German Air Force Defense Center at Fort Bliss wurde am 30. Juni 2022 aufgelöst.